# Vadutz
Vadutz ist ein erfundenes Land des deutschen Dichters Clemens Brentano, das dieser in seinem Märchen Gockel, Hinkel und Gackeleia erwähnt.

## Beschreibung
In Brentanos Zueignung an sein „Liebstes Großmütterchen“ – gemeint ist damit Marianne von Willemer – schreibt er:

„In das Land Hennegau bin ich durch Gockel und Hinkel gerathen; das Ländchen Vadutz aber habe ich von Jugend auf seines kuriosen Namens wegen gar lieb gehabt, ohne doch je zu wissen, wo es eigentlich liegt; ich habe auch nie darnach gefragt, um nicht aus einem jener Träume zu kommen, welche die Pillen der sogenannten Wirklichkeit vergolden.“

Er bezeichnet das Land Vadutz als „das Land aller Schätze, Geheimnisse und Kleinodien“, in dem das mythische Thule liegt, das Goethe in seinem Gedicht Der König in Thule besingt.
Das Land wird vom Fluss Sabbathion umflossen, der die Woche über ein „unzugängliches Steinmeer ist und nur am Sabbath seine Wogen bewegt“.

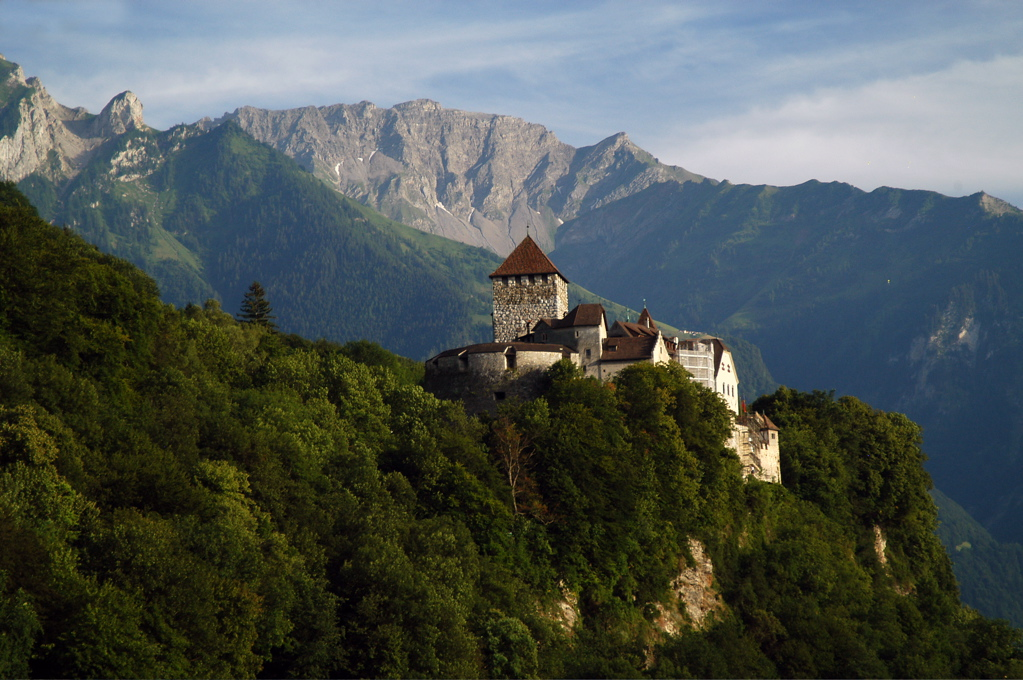
Vaduz in Liechtenstein

Brentano kommt aber auch auf den real existierenden Ort Vaduz zu sprechen, indem er einen Fürsten Lichtenstein erwähnt, der der wahre Besitzer des Ländchens Vadutz sei, „welches nebst der Herrschaft Schellenberg seit 1719 das Fürstenthum Lichtenstein ausmache“.
Wie wichtig ihm dieses Ländchen ist, zeigt Brentano durch die folgenden Verse:

„Wo dein Himmel, ist dein Vadutz,
Ein Land auf Erden ist dir nichts nutz.“

## Quelle
1. ↑  http://www.fh-augsburg.de/~harsch/germanica/Chronologie/19Jh/Brentano/bre_gozu.html